# Тень (пьеса)
«Тень» — пьеса-сказка Евгения Шварца, написанная в 1937—1940 годах. Основана на сюжете одноимённой сказки Андерсена. Составляет наряду с «Драконом» и «Голым королём» трилогию пьес-памфлетов.

## История создания

Евгений Шварц на репетиции «Тени»
в Театре комедии, 1940 год

Создание пьесы глубоко переплетается с созданием первой театральной постановки.
Пьеса написана в 1937—1940 годах специально для Театра Комедии по идее Николая Акимова, после того как пьеса «Принцесса и свинопас» Шварца (во второй редакции — «Голый король») была запрещена к показу в этом же театре. В своих статьях Акимов указывает, что первый акт пьесы был написан быстро и легко (его Шварц читал на труппе уже в 1937 году), а написание остальных заняло много месяцев. Репетиции спектакля начались в 1939 году; пьеса правилась и дописывалась прямо во время работы над ней режиссёра и актёров. Известно также, что сцена разговора Учёного и Доктора о королевской власти и «сытости в острой форме» во втором акте — целиком придумка Николая Акимова.
Премьера спектакля состоялась 12 апреля 1940 года. Тогда же подписано в печать первое издание пьесы (в числе материалов к премьере, текст пьесы в сценической редакции Театра), издательство Театра Комедии. Книга иллюстрирована эскизами костюмов к спектаклю работы Н. П. Акимова.

## Сюжет

### Первый акт
Действие происходит в комнате Учёного.
Молодой учёный Христиан-Теодор приезжает в маленькую южную страну, чтобы изучать её историю. Он поселился в комнате одной из гостиниц, в номере, который до этого занимал его друг Ханс Кристиан Андерсен. К нему приходит Аннунциата — дочь хозяина гостиницы. Она рассказывает Учёному об их государстве то, что не пишут в книгах: сказки в их стране — реальность, а не выдумки, существуют и людоеды, и мальчик-с-пальчик, и многие другие чудеса. Ещё ученого посещают: отец Аннунциаты, Пьетро, желающий пожаловаться на жизнь; известная певица Юлия Джули, перепутавшая номера; Цезарь Борджиа, модный журналист. Последний интересуется, почему учёный поселился именно в этой комнате — не из-за завещания ли их покойного короля Людовика Девятого Мечтательного? На расспросы Учёного про завещание Аннунциата рассказывает Учёному, что у Людовика была дочь — Принцесса — и что ей он завещал найти «себе доброго, честного, образованного и умного мужа. Пусть это будет незнатный человек. А вдруг ему удастся сделать то, что не удавалось ни одному из знатнейших?» С тех пор Принцесса прячется в городе, закрыв лицо маской.
В доме напротив как раз живёт девушка в маске. Она красива и давно уже нравится Христиану. На предостережения Аннунциаты, что она может быть обманщицей, Учёный не обращает внимания. В завязавшемся с ней диалоге они знакомятся, и Христиан признаётся ей в любви. Девушка сомневается в чистоте его намерений и уходит, призвав Христиана прийти на следующий день. Теперь Учёный точно уверен, что незнакомка — Принцесса. Христиан обращается к своей тени, говорит, что было бы прекрасно, если бы она отправилась к Принцессе и сказала, что он любит её. Тут тень покидает Учёного и согласно его наказу уходит в покои Принцессы. Христиан падает на пол без сил.
На шум сбегаются Аннунциата, Пьетро, Цезарь Борджиа. Двое последних, уверившись, что Учёный распознал Принцессу, а также видя, что его покинула тень, решают воспользоваться шансом и с помощью Тени — полной противоположности Учёного — пробраться к наследнице престола.

### Второй акт
Действие происходит на площадке в королевском парке.
Второй акт начинается с разговора Министра финансов и Первого министра. Они ищут способ убить, избавиться от Христиана-Теодора, чтобы он не покушался на королевский престол. Они решают подкупить какого-нибудь друга Учёного. В этот момент помощник мажордома, который слушал всю беседу, неожиданно вмешивается в разговор. «Я тот, кого вы ищете. Я друг учёного, ближайший друг его. Мы не расставались с колыбели до последних дней», — этот человек и есть Тень, которая устроилась во дворец не без помощи Цезаря Борджиа и Пьетро, оказавшихся людоедами. Министры решают воспользоваться предложением.
Христиану уже лучше, в чём заверяет приглашённый к нему Доктор. Он весь поглощён чувством и мыслями о Принцессе, и намерен оставить королевский престол после женитьбы, потому что Принцесса любит его и они уедут вместе. Доктор не верит. Зашедшая навестить нового знакомого Юлия предупреждает Учёного, что против него плетутся интриги на самом высшем уровне. Он не воспринимает угрозу всерьёз.
Тем не менее именно Юлию Министр финансов шантажом вынуждает сыграть роль в интриге против Учёного. Тень же к тому времени стала чиновником особо важных дел. Тот назначает в женихи Принцессе на её выбор Пьетро и Цезаря Борджиа, а сам в личном разговоре открывается Учёному и обманывает, говоря, что хочет ему помочь:
Тень. И счастье наше, что это дело находится в верных руках. Меня направил к тебе сам первый министр. Мне поручено купить тебя.
Учёный. Купить? (Смеётся.) За сколько?
Тень. Пустяки. Они обещают тебе славу, почёт и богатство, если ты откажешься от принцессы.
Учёный. А если я не продамся?
Тень. Тебя убьют сегодня же.
Учёный соглашается продаться «понарошку», поверив Тени, ставит подпись на документе, после чего Юлия обманом уводит его. Входят Принцесса и Тайный советник. Принцесса заговаривает с Тенью — тот представляется лучшим другом Христиана. Принцесса просит её развлечь. «Я буду рассказывать вам сны, принцесса». — «А ваши сны интересны?» — «Я буду рассказывать вам ваши сны, принцесса». Принцесса поражена. Тень рассказывает Принцессе, что Христиан её продал и в подтверждение показывает бумагу с подписью. «Я взял вас с бою», — говорит Тень и признаётся в любви Принцессе. Всего за несколько минут ошарашенная Принцесса попала под власть Тени и отказалась от Учёного.
Христиан-Теодор появляется во время поцелуя Принцессы и Тени. Принцесса прогоняет его и удаляется с новым женихом — Теодором-Христианом («Как хорошо! Это почти… почти то же самое»). Христиан подавлен, его пытается утешить Доктор.
Тем временем Тень объявляет свите, что женихом Принцессы стал он и к нему теперь следует обращаться «ваше превосходительство». Также он говорит Пьетро и Цезарю, что они получают назначения во дворец: Пьетро — начальником королевской стражи, Цезарь — королевским секретарём.
Тень грозит Учёному, что тот придёт к нему и будет требовать пощады: «В двенадцать часов ночи со вторника на среду ты придёшь во дворец и пришлёшь мне записку: „Сдаюсь, Теодор-Христиан“. И я, так и быть, дам тебе место при моей особе». К одинокому Учёному бросается только Аннунциата. «Какая печальная сказка!» — говорит он ей.

### Третий акт

#### Картина первая
Действие происходит на площади перед дворцом.
В толпе зевак, собравшихся наблюдать коронацию Тени, появляется Пьетро, ставший начальником стражи, и капрал. Они обсуждают обстановку в городе, мнения горожан о новом короле. Пьетро не очень нравится настроение горожан, по его мнению, они недостаточно рады. Потом он уходит.
Тут же встречаются Учёный и Доктор, который прячет своё лицо, чтобы не быть узнанным случайными свидетелями. Доктор интересуется, не решил ли Христиан сдаться. Учёный отвечает, что пойдёт во дворец и скажет собравшимся, что их новый король — всего лишь тень. Доктор волнуется, но напоследок выдаёт Христиану способ для покорения Тени, который вычитал в книгах. Надо всего лишь сказать: «Тень, знай своё место», — и тогда она снова на время превратится в тень человека. Появляется капрал с трубой, берёт у Учёного письмо королю, и они удаляются во дворец.

#### Картина вторая
Действие происходит в зале королевского дворца.
Собираются приглашённые: появляются Пьетро, Цезарь в наимоднейшем новом костюме (он этим хвастается), придворные. Они ведут светские беседы. Цезарь уводит их за собой похвалиться новыми апартаментами.
Входят Юлия и Аннунциата. Они говорят о том, что положение Христиана печально: он абсолютно одинок, но верит в свою правоту и силы. Приходят Министр финансов и его лакеи. Министр заигрывает с Юлией, Юлия отходит от него под предлогом, что так «будет гораздо элегантнее». К Министру финансов приходит Первый министр. Они обсуждают приготовления к намеченной казни Учёного и его бессилие противостоять этому.
Появляются Тень и Принцесса. Придворные ликуют. Тень просит всех покинуть зал, потому что было обещано дать аудиенцию Христиану-Теодору: простить его, так как «он неудачник, но я много лет был с ним дружен». Придворные и Принцесса покидают зал. Оставшись в одиночестве, Тень открывает окно и слышит разговор Учёного и капрала. Сидя на троне в пустом зале, Тень читает монолог о «теневой стороне вещей», о своей силе и власти.
Появляется Учёный. И между ними всего в несколько фраз укладывается «настоящий разговор человека с тенью». Тень хвастается успехом и преимуществом перед Христианом, но Учёный не отступает.
Всех зовут в зал, придворные возвращаются. «Господа, перед вами человек, которого я хочу осчастливить. Всю жизнь он был неудачником. Наконец, на его счастье, я взошёл на престол. Я назначаю его своею тенью. Поздравьте его, господа придворные!» — говорит новый король. Учёный пытается кричать в ответ, что тень — это их новый король, он отпустил её, а теперь она на престоле. Но его никто не слушает, Тень не беспокоится. Учёный обращается к присутствующим, чтобы они подтвердили его слова. Но принцесса — молчит. Юлия Джули, которую одёргивает Министр финансов, — тоже. Только Аннунциата выбегает вперёд, подтверждает, что Учёный говорит правду. Её останавливает её отец, Пьетро: «Она не может быть свидетельницей! <…> Она влюблена в вас». Ничего не выходит, и тут Христиан применяет средство, которое ему подсказал Доктор. Тень преображается, начиная повторять движения Христиана, все это видят. Тень падает без сил, её уносят лакеи.
Тем не менее требуется как-то объяснить произошедшее с Тенью. «Этот учёный — сумасшедший! И болезнь его заразительна», — утверждает первый министр и зовёт стражу. Министр советуется с Доктором, и тот подтверждает, что Христиан безумен и неизлечим от этого. Маленький разговор с Тайным советником, и результат — решение отрубить Учёному голову. Стража уводит Христиана.
В зале остаются Юлия и Аннунциата. Аннунциата призывает Юлию как-то помешать казни, и Юлия говорит, что попытается помочь. Она подзывает Доктора и напоминает ему, что тот когда-то давно открыл источник живой воды. Доктор говорит, что живая вода теперь под контролем Министра финансов, и он ничего не может сделать, а вот она сама — возможно: ведь Министр влюблён в неё. Но Юлия отказывается.
Зал наполняется придворными. Медленно входят Тень и Принцесса. Юлия исполняет песню «Не стоит голову терять». Гром барабанов обрывает песенку — это состоялась казнь. И тут новый король на глазах у всех теряет голову, оставаясь обезглавленным сидеть на троне. Принцесса, министры, Тайный советник, придворные — все в ужасе. Вспоминают про живую воду. «Но она воскрешает только хороших людей!» — и им ничего не остаётся, как воскресить Христиана, чтобы к Тени вернулась голова. Пьетро и Цезарь Борджиа озабочены тем, что, возможно, связались с неудачником.
Гром барабанов, и голова снова внезапно появляется у Тени. Все поздравляют её, но Тень не слушает, требует, чтобы позвали Учёного.
Входит Христиан. Он не слушает Тень, которая просит его остаться: «Я дам управлять тебе — в разумных, конечно, пределах. Я помогу тебе некоторое количество людей сделать счастливыми. Ты не хочешь мне отвечать? Луиза! Прикажи ему». Но Принцесса отворачивается от Тени, называет её трусом, отказывается от женитьбы и приказывает страже схватить Тень. Все бросаются к ней, но она растворяется, пустая мантия повисает на руках.
Принцесса просит прощения у Христиана, умоляет его остаться. «Нет. Мы оденемся потеплее и уедем. Не задерживайте нас, господа», — говорит Учёный и берёт всегда верную ему девушку за руку. — «Аннунциата, в путь!»

## Персонажи

### Главные
- Учёный (Христиан-Теодор)
- Его тень (Теодор-Христиан)
- Пьетро — хозяин гостиницы
- Аннунциата — его дочь
- Юлия Джули — певица
- Принцесса Луиза
- Первый министр
- Министр финансов
- Цезарь Борджиа — журналист
- Тайный советник
- Доктор

### Второстепенные
- Палач
- Мажордом
- Капрал
- Придворные дамы
- Придворные
- Курортники
- Сестра развлечения
- Сестра милосердия
- Королевские герольды
- Лакеи министра финансов
- Стража
- Горожане

## Театральные постановки

### Четыре «Тени»Театра комедии
- 1940 — Ленинградский театр Комедии — режиссёр и художник Н. Акимов. В главных ролях: Э. Гарин / Ж. Лецкий — Тень, П. Суханов — Учёный. Премьера состоялась 12 апреля.
- 1960 — Ленинградский театр Комедии, вторая редакция — режиссёр и художник Н. Акимов. В главных ролях: Л. Милиндер — Тень, Г. Воропаев — Учёный.
- 1984 — Ленинградский академический театр Комедии, третья редакция — режиссёр восстановления Ю. Аксёнов, художник М. Азизян. В главных ролях: В. Гвоздицкий (с 1990 — А. Ваха) — Тень, В. Котов — Учёный.
- 2003 — Санкт-Петербургский академический театр Комедии имени Н. П. Акимова, четвёртая редакция (самостоятельная) — режиссёр Т. Казакова, художник Э. Капелюш . В главных ролях: С. Русскин — Тень, Д. Зайцев — Учёный. Премьера состоялась 20 декабря.

### Другие постановки
- 1958 — Московский театр сатиры, режиссёр Эраст Гарин[3].
- 1973 — Московский театр юного зрителя (МТЮЗ), режиссёр Павел Хомский.
- 1974 — «Сатирический театр» УПИ (сейчас театр «Старый дом»), режиссёр Николай Стуликов.
- 1994 — Мюзикл «То свет то тень!..» Государственный театр «Буфф», режиссёр-постановщик, автор стихов и сценария Исаак Штокбант, композитор Виктор Плешак.
- 2003 — Российский академический молодёжный театр — Режиссёр Ю. Ерёмин, художник В. Фомин. В главных ролях: А. Устюгов — Тень, С. Рябцев — Учёный. Премьера состоялась 17 октября.
- 2004 — Мытищинский театр драмы и комедии ФЭСТ — мюзикл. Автор либретто, поэт и композитор Олег Анофриев, режиссёр И. Ильин. Премьера 18 марта 2004 года[4].
- 2006 — Нижегородский кукольный театр — Режиссёр В. Смирнов, художник М. Зорина. В главных ролях: Р. Вольфсон — Тень, М. Сабиров — Учёный. Премьера состоялась 20 мая.
- 2014 — «Театриум на Серпуховке» п/р Терезы Дуровой г. Москва. Режиссёр Галина Дубовская. Режиссёр-постановщик Татьяна Михайлюк.
- 2018 — Зимний театр г. Орехово-Зуево. Режиссёр Александр Николаевич Калинин
- 2018 — Саратовский академический театр драмы имени И. А. Слонова. Режиссёр Александр Созонов. Премьера состоялась 3 ноября.
- 2021 — Челябинский государственный академический театр драмы имени Наума Орлова. Режиссёр-постановщик Яков Ломкин. Премьера состоялась 9 апреля[5].
- 2021 — Пугачёвский железнодорожный клуб. Режиссёр-постановщик Наталья Бегутова. Премьера состоялась 13 июня.
- 2022 — Нижегородский театр пластической драмы «Преображение». Режиссёр Мила Штепанова. Премьера состоялась 4 апреля.
- 2022 — Студенческий театр «Ключ», ЯГПУ имени Ушинского. Режиссёр-постановщик Наталья Румянцева. Премьера состоялась 15 июня.
- 2024 — Санкт-петербургский театр «С миру по нитке». Режиссёр-постановщик Алексей Харлапенков-Гедимин. Премьера состоялась 30 марта.

## Экранизации
- 1971 год — «Тень» — экранизация сказки Надежды Кошеверовой (в ролях Тени и Учёного Олег Даль).
- 1991 год — «Тень, или Может быть, всё обойдётся» — музыкальный фильм Михаила Козакова с Константином Райкиным в ролях Учёного и его Тени.